# Moulay Khanoussi
Moulay Khanoussi   (Fes, 21 de juny de 1939) és un exfutbolista marroquí de la dècada de 1960.
Fou internacional amb la selecció del Marroc amb la qual participà en la Copa del Món de futbol de 1970.
Pel que fa a clubs, destacà a MAS Fez.